# 愛にイナズマ
『愛にイナズマ』（あいにイナズマ）は、2023年10月27日に公開された日本映画。監督・脚本は石井裕也、主演は松岡茉優と窪田正孝。松岡と窪田は石井監督作品初参加となる。
母はなぜ失踪したのか。父や兄たちはなぜ真実を語らないのか。映画監督になった末っ子の妹が自分の中のモヤモヤを晴らすために、家族の映画「消えた女」を撮ろうと決心する。

## あらすじ
ある映画製作会社で「消えた女」というプロジェクトが進行していた。監督は若手の折村花子。20年以上前に失踪した彼女の母親をテーマにした彼女自身の家族の物語。助監督の荒川は経験は長いが花子の考え、やり方が理解できない。「理由はなんだ、意味不明」と頭から否定し、業界の常識・しきたりを押しつけ、さらにセクハラしてくることに花子は悩んでいた。
バーで花子は舘正夫と出会う。空気が読めないが、正直で正義感が強い。花子が兄役としてスカウトした落合という俳優は、実は正夫の親友・ルームメイトであること、正夫もかつて俳優志望であったことがわかる。おたがい似たところがあると感じたふたりは思わずキスをし、記憶をなくすまで飲んだ。
花子と荒川の対立を問題視したプロデューサーの原は監督を荒川にかえた。花子の降板によって落合は仕事を失い、自分には才能がないと思い込んで首を吊ってしまった。葬式帰りの夜、正夫は花子に、夢のために使ってくださいと全財産の70万円を差し出す。花子は金に困っていたが、自分の夢はどうなったんだ！受け取れない！と断った。
「消えた女」をあきらめきれない花子は正夫とともに久しぶりに実家に帰った。父の治にカメラを向け、お母さんはなぜいなくなったの？と問い詰めるがうまくいかない。実は治は胃癌で余命1年と宣告されていた。大事な話があると呼び出された長男（誠一、ホテルの社長秘書）、次男（雄二、カトリックの神父）が帰ってきて久しぶりに家族四人がそろった。
父と誠一は真実を知っているらしい。幼かった雄二と花子はお母さんはガンになって外国に行った、としか聞いていない。父がついに、お母さんに電話してみようか、と言い出す。スマホのキーパッドを叩くと、美樹、という表示が出て着信音がきこえ、男性が出る。美樹は3年前に死にました。遺骨はフェリーから海に散骨しましたという。
母はガンになったとき交際している男性がおり、彼の元へ去ったらしい。次の日、父の先輩の則夫が経営する海鮮料理屋へみんなで行った。則夫の娘を自殺に追いやった男に父が制裁を加え傷害罪でつかまったこと、自暴自棄になって飲んで暴れる父に母が愛想をつかして家を出たこと、多額の損害賠償金を払ったことなどをはじめて知る。父を誇りに思う気持ち、家族を思いやる気持ちが生まれた。
1年後、誠一は社長にはじめて反抗する。映画監督である花子のことを侮辱したから。雄二は教会で、子どもたちを素直にもっとハグしたかったなーと語る父の幻覚を見る。誠一、雄二、花子は父の遺骨を海にまくためにフェリーに乗る。映画はまだ完成しないのか、とたずねる誠一に花子が、タイトル変えようかな「消えた女」じゃなくて「消えない男」に。消そうとしても消えないでしょあの人は、と答え、三人は号泣する。

## キャスト
- 折村花子（映画監督） - 松岡茉優
- 舘正夫 - 窪田正孝
- 折村誠一（花子の兄・長男・社長秘書） - 池松壮亮[2][3]
- 折村雄二（花子の兄・次男・教会の神父） - 若葉竜也[2][3]
- 落合（役者の卵） - 仲野太賀[4]
- 携帯ショップの女 - 趣里[4]
- ホテルの社長（誠一の上司） - 高良健吾[4]
- 原（映画プロデューサー）：MEGUMI[5][4]
- 荒川（助監督） - 三浦貴大[5][4]
- バーのマスター - 芹澤興人
- 学生に因縁をつけられる男 - 笠原秀幸
- 佐々木智夫 - 鶴見辰吾（声の出演）[4]
- 配送会社の社長 - 北村有起哉[4]
- 鬼頭三郎（映画の主演俳優） - 中野英雄[4]
- 則夫（飲食店店主） - 益岡徹[4]
- 則夫の妻 -村井美和
- 折村治（花子の父） - 佐藤浩市[2][3]

## スタッフ
- 監督・脚本：石井裕也
- 主題歌：エレファントカシマシ「ココロのままに」（ポニーキャニオン）[5]
- プロデューサー：北島直明、永井拓郎、中島裕作[3]
- 音楽：渡邊崇[3]
- 製作：沢桂一、長澤一史、太田和宏、竹内力[3]
- エグゼクティブプロデューサー：飯沼伸之[3]
- 撮影：鍋島淳裕（J.S.C.）[3]
- 照明：かげつよし[3]
- 録音：加藤大和[3]
- 美術：渡辺大智[3]
- 装飾：塚根潤[3]
- ヘアメイク：豊川京子[3]
- 衣装：宮本まさ江[3]
- 編集：早野亮[3]
- 視覚効果：若松みゆき[3]
- 音響効果：柴崎憲治[3]
- 助監督：塩崎竜朗、坂西未郁[3]
- 制作担当：岡田真樹[3]
- プロダクションマネージャー：原田博志[3]
- 配給：東京テアトル[3]
- 制作プロダクション：RIKIプロジェクト[3]
- 製作幹事：日本テレビ放送網[3]
- 製作：「愛にイナズマ」製作委員会（日本テレビ放送網、HJホールディングス、東京テアトル、RIKIプロジェクト）

## 受賞歴
- 第45回ヨコハマ映画祭[6][7]
  - 日本映画ベストテン 第4位
  - 監督賞（石井裕也）[注 1]
  - 助演男優賞（佐藤浩市）[注 2]
- 第9回エル シネマアワード [8]
  - エル ベストアクトレス賞（松岡茉優）
- 第36回日刊スポーツ映画大賞・石原裕次郎賞[9][10]
  - 監督賞（石井裕也）[注 1]
  - 主演女優賞（松岡茉優）
- 第66回ブルーリボン賞 [11][12]
  - 監督賞（石井裕也）[注 1]
  - 助演男優賞（佐藤浩市）[注 3]
- おおさかシネマフェスティバル2024[13]
  - 作品賞ベストテン 第6位
  - 主演女優賞（松岡茉優）
- 第33回日本映画プロフェッショナル大賞[14]
  - ベストテン 第4位